# District de Shioya
Le district de Shioya (塩谷郡, Shioya-gun) est un district (郡, gun) de la préfecture de Tochigi.
Le 1er février 2008, il comptait 44 117 habitants pour une superficie de 246,89 km2, soit une densité de 179 habitants par km2.

## Bourgs
- Shioya
- Takanezawa